# Wadsworth Atheneum
Il Wadsworth Atheneum si trova a Hartford nel Connecticut, Stati Uniti; è un museo di arti decorative, arte antica, arte moderna ed arte contemporanea.
Nel 1931 ha ospitato la prima Esposizione internazionale surrealista negli Stati Uniti.
Il museo espone opere di: Pierre Bonnard, Paul Cézanne, Salvador Dalí, Jacques-Louis David, Eugène Delacroix, Édouard Manet, Claude Monet, Pablo Picasso, Camille Pissarro, Sebastiano del Piombo, Caravaggio, Pierre-Auguste Renoir, Henri de Toulouse-Lautrec, Vincent van Gogh, ecc.

## Le opere maggiori
Salvador Dalí
- Apparizione del volto e del piatto di frutta sulla spiaggia, 1938

Piero di Cosimo
- Ritrovamento di Vulcano, 1500-1505 circa

Giovanni Paolo Pannini
- Galleria del cardinale Silvio Valenti Gonzaga, 1749

Caravaggio
- San Francesco in estasi, 1594-1595

Sebastiano del Piombo
- Uomo in arme, 1520-1530